# یوبی‌سافت
یوبی‌سافت یکی از شرکت‌های ساخت و انتشار بازی است، این شرکت دارای امکاناتی پیشرفته‌است که قسمت اصلی آن در مونتروی، سن-سن-دنی کشور فرانسه قرار دارد. یوبی‌سافت دارای استودیوهایی در بیش از ۲۰ کشور مختلف جهان است که شامل استودیوهایی در تورنتو، مونترآل و کِبِک، کانادا، بخارست، رومانی، بارسلون، اسپانیا، شانگهای، چین، سنگاپور، کری، کارولینای شمالی، ایالات متحده آمریکا، دوسلدورف، آلمان، صوفیه، بلغارستان، کازابلانکا، مراکش، سیدنی، استرالیا، میلان، ایتالیا، هند، سائو پائولو، برزیل و نقاط دیگر؛ در این بین از سال ۲۰۰۴ به بعد سومین شرکت مستقل بازی‌های رایانه‌ای اروپا و هفتمین شرکت مستقل در آمریکا بوده‌است.

## تاریخچه

نماد پیشین یوبی‌سافت

پنج برادر از خانواده گیلموت شرکت یوبی‌سافت را در سال ۱۹۸۶ در فرانسه تأسیس کردند و طولی نکشید که ایو گیلموت قراردادهایی با شرکت‌های بزرگی چون الکترونیک آرتس، Sierra On-Line و Micro Prose بست تا بازی‌های خود را در فرانسه پخش کند. در اواخر دهه ۸۰ یوبی‌سافت شروع به پیشرویی در بازارهایی از جمله ایالات متحده، بریتانیا و آلمان کرد. در سال۱۹۹۰ یوبی‌سافت ساخت بازی در خانه را ابتکار کرد که تا ۱۹۹۴ ادامه داشت پس از آن برادران گیلموت با همکاری یکدیگر استودیو مونتریل را در فرانسه تأسیس کردند که بعد از مدتی به عنوان مقر اصلی خود یا شعبه اصلیشان تبدیل کردند در همان سال شخصیت اصلی Rayman را طراحی کردند که این بازی تا سال ۲۰۰۶ از ستاره‌های بازی‌های ویدئویی به حساب می‌آمد. (به عقیده برخی از گیمرها) شرکت یوبی‌سافت در سال ۱۹۹۶ به یک شرکت عمومی تبدیل شد تا یوبی‌سافت گسترش پیدا کند و این روند تا جایی ادامه پیدا کرد که استودیوهایی در شانگهایی چین و مونترال کانادا افتتاح کردند.
در سال ۲۰۰۰ شرکت یوبی‌سافت استودیو بازی‌سازی آمریکایی را با نام RedStorm Entertainment (استودیو معروف به بازی‌های Tom Clancy’s) را در Morrisville واقع در کارولینایی شمالی را خریداری کرد.
قبل از دهه ۱۹۹۰ و ۲۰۰۰ یوبی‌سافت شروع به خودنمایی در عرضه بازیهای آنلاین نظیر Uru: Ages Beyond Myst ,The Matrix Online کرد و بعد از آن عرضه اروپایی، چینی Ever Quest کرد.
در سال ۲۰۰۱ شرکت آلمانی Blue Byte Software را خریداری کرد، در سال ۲۰۰۳ شرکت در بیش از ۲۰ کشور مختلف فعالیت می‌کرد، که ۹ تا از این استودیوها برای ساخت یا طراحی بودند در همان سال یوبی‌سافت بازی‌های دنباله‌دار و برنده جوایز جشنواره‌های زیادی را بیرون داد. در سال ۱۹۸۹ تا ۱۹۹۱ این شرکت در حال گسترش دامنه فروش خودش در دنیا بود.
سال‌های ۲۰۰۰ و ۲۰۰۱ از سال‌های مهم شرکت یوبی‌سافت به‌شمار می‌رود، در این سال استودیوها و شرکت‌های معروف بازی‌سازی توسط یوبی‌سافت خریداری شدند و همچنین سایت UBI تأسیس و راه اندازی شد. در سال ۲۰۰۲ و ۲۰۰۳ یوبی‌سافت شروع به گسترش شرکت و تبلیغات کرد. اماَ در ماه فوریه ۲۰۰۴ شرکت EA GAME، قصد خرید ۱۹٫۹٪ درصد سهام شرکت کردند که در همان زمان یوبی‌سافت در بیانیه‌ای اعلام کرد که ما فکر کرده بودیم آن‌ها از روی خصومت می‌خواهند این خرید را بکنند، اما بعد از مطلع شدن از نیت EA از این فکر درآمدیم. یوبی‌سافت همچنان امتیاز Driver را در ژولای ۲۰۰۶ از آتاری با هزینه معادل ۱۹ میلیون یورو (۲۴ میلیون دلار آمریکا) خرید که این مبلغ برای امتیاز بازی، پوشش حقوقی، تکنولوژی بکار رفته و سرمایه‌هایی بالای آن بود. یوبی‌سافت مدتی مشهور به استفاده از قفل ضد کپی Starforce شده بود که درایورهایی بر روی سیستم نصب می‌کند و مشکوک به صدمه زدن به سخت‌افزارهای دستگاه با بعضی سیستم‌عامل‌های مرسوم است، این کار با Tom Clancy’s Splinter Cell: Chaos Theory شروع شد که در تاریخ دوم فوریه سال ۲۰۰۶ مشخص شد که با ویندوز XP 64bit سازگار نیست و در چهاردهم آوریل ۲۰۰۶ یوبی‌سافت بر اساس شکایات، دیگر از این قفل بر روی بازی‌هایش استفاده نکرد.
در اوایل سال شروع این شرکت برنامه‌های آموزشی تفریحی برپا کرد. این شرکت برای برخی از کنسول‌ها همچون PC و آتاری شروع به ساخت بازی کرد.
در تاریخ ۱۰ نوامبر ۲۰۰۸، یوبی‌سافت Massive Entertainment را از Activision Blizzard گرفت و از آن خود کرد. بعد از مدت زیادی یوبی‌سافت تصمیم به ساخت بازی برای اندروید کرد و در سال ۲۰۱۶ شرکت کچاب را خرید. شرکت کچاب بازی‌های فکری معروفی را ارائه کرده‌است.
بازی‌های شرکت یوبی سافت برای هر گروه سنی مناسب نمی‌باشد

## فناوری
- یوبیسافت کانکت
- یوبیسافت آنویل
- دیسراپت

موتور بازی واچ داگز
- موتور دنیا
- اسنودراپ (موتور بازی)

## بازی‌های ساخته شده

### ۱۹۹۴
- ۱۹۹۹
- درایور (پلی استیشن ۱، ویندوز)
- ۲۰۰۰
- درایور ۲ (ویندوز، پلی استیشن ۱)

### ۲۰۰۱
- بتمن: انتقام (ویندوز، پلی استیشن ۲)

### ۲۰۰۲
- اسپلینتر سل تام کلنسی (ویندوز، پلی استیشن ۲، پلی استیشن ۳)

### ۲۰۰۳
- شاهزاده ایران: شن‌های زمان (ویندوز، پلی استیشن ۲، پلی استیشن ۳)
- درایور ۳ (ویندوز، پلی استیشن ۲)

### ۲۰۰۴
- شاهزاده ایران: در قلمرو جنگجویان (ویندوز، پلی استیشن ۲، پلی استیشن ۳)
- فارکرای (ویندوز، پلی استیشن ۳، ایکس باکس ۳۶۰)
- اسپلینتر سل تام کلنسی: فردای پاندورا (ویندوز، پلی استیشن ۲، پلی استیشن ۳)

### ۲۰۰۵
- ترس سرد (ویندوز، پلی استیشن ۲)
- شاهزاده ایران: دو سریر (ویندوز، پلی استیشن ۲)
- هم رزمان: حاصل خون (ویندوز، پلی استیشن ۲، ایکس باکس)
- هم رزمان: راه تپه شماره ۳۰ (ویندوز، پلی استیشن ۲، ایکس باکس)
- اسپلینتر سل تام کلنسی: نظریه آشوب (ویندوز، پلی استیشن ۲، پلی استیشن ۳)
- فارکرای غرایز (ایکس باکس)

### ۲۰۰۶
- ندای خوارز (ویندوز، ایکس باکس ۳۶۰)
- اسپلینتر سل تام کلنسی: مأمور دوجانبه (ویندوز، پلی استیشن ۲، پلی استیشن ۳، ایکس باکس ۳۶۰)

### ۲۰۰۸
- تام کلنسی پایان جنگ (ویندوز، کنسول)
- شاهزاده ایران (بازی ۲۰۰۸) (ویندوز، پلی استیشن ۳، ایکس باکس ۳۶۰)
- اساسینز کرید (ویندوز، پلی استیشن ۳، ایکس باکس ۳۶۰)
- هم رزمان: بزرگراه جهنم (ویندوز، پلی استیشن ۳، و ایکس باکس ۳۶۰)

### ۲۰۰۹
- اساسینز کرید ۲ (ویندوز، پلی استیشن ۳، ایکس باکس ۳۶۰)
- ندای خوآرز: غرق در خون (ویندوز، پلی استیشن ۳، ایکس باکس ۳۶۰)
- هاکس تام کلنسی (ویندوز، پلی استیشن ۳، ایکس باکس ۳۶۰، آی او اس، اندروید)

### ۲۰۱۰
- شاهزاده ایران: شن‌های فراموش شده (ویندوز، پلی استیشن ۳، ایکس باکس ۳۶۰)
- اساسینز کرید برادری (ویندوز، پلی استیشن ۳، ایکس باکس ۳۶۰)
- اسپلینتر سل تام کلنسی: محکومیت (ویندوز، ایکس باکس ۳۶۰)
- ۲۰۱۱
- درایور سان فرانسیسکو (پلی استیشن ۳، ایکس باکس ۳۶۰، ویندوز)
- تن‌تن: راز کشتی تک شاخ (ویندوز، پلی استیشن ۳، ایکس باکس ۳۶۰)
- اساسینز کرید افشاگری‌ها (ویندوز، پلی استیشن ۳، ایکس باکس ۳۶۰)
- ندای خوارز: کارتل (ویندوز، پلی استیشن ۳، ایکس باکس ۳۶۰)

### ۲۰۱۲
- اساسینز کرید ۳ (ویندوز، پلی استیشن ۳، ایکس باکس ۳۶۰)
- فار کرای ۳(مایکروسافت ویندوز، پلی‌استیشن ۴، پلی‌استیشن ۳، ایکس‌باکس ۳۶۰)

### ۲۰۱۳
- اساسینز کرید ۴ پرچم سیاه (ویندوز، پلی استیشن ۳، پلی استیشن ۴، ایکس باکس ۳۶۰، ایکس باکس وان)
- ندای خوارز: تفنگ دار (ویندوز، پلی استیشن ۳، ایکس باکس ۳۶۰)
- اسپلینتر سل تام کلنسی: فهرست سیاه (ویندوز، پلی استیشن ۳، ایکس باکس ۳۶۰)

### ۲۰۱۴
- سگ‌های نگهبان (ویندوز، پلی استیشن ۳، پلی استیشن ۴، ایکس باکس ۳۶۰، ایکس باکس وان)
- اساسینز کرید سرکش (ویندوز، پلی استیشن ۳، ایکس باکس ۳۶۰)
- اساسینز کرید وحدت (ویندوز، پلی استیشن ۴، ایکس باکس وان)
- گروه (ویندوز، پلی استیشن ۴، ایکس باکس ۳۶۰، ایکس باکس وان)
- ساوت پارک:چوب حقیقت (ایکس باکس ۳۶۰، پلی استیشن ۳، ایکس باکس وان، پلی استیشن ۴)

### ۲۰۱۵
اساسینز کرید سندیکا (ویندوز، ایکس باکس وان، پلی استیشن ۳)
- تام کلنسی رینبو سیکس (ویندوز، پلی استیشن ۴، ایکس باکس وان)

### ۲۰۱۶
- تام کلنسی دی دیویژن (ویندوز، پلی استیشن ۴، ایکس باکس وان)
- فار کرای کهن (ویندوز، پلی استیشن ۴، ایکس باکس وان)
- سگ‌های نگهبان ۲ (ویندوز، پلی استیشن ۴، ایکس باکس وان)

### ۲۰۱۷
- اساسینز کرید اورجینز (ویندوز، پلی استیشن ۴، ایکس باکس وان)
- برای افتخار (ویندوز، پلی استیشن ۴، ایکس باکس وان)
- ۲۰۱۸
- فارکرای ۵ (ویندوز، پلی استیشن ۴، ایکس باکس وان)
- اساسینز کرید ادیسه (ویندوز، پلی استیشن ۴، ایکس باکس وان)
- ۲۰۱۹
- فارکرای طلیعه نوین (ویندوز، پلی استیشن ۴، ایکس باکس وان)
- تام کلنسیز دی دیویژن ۲ (ویندوز، پلی استیشن ۴، ایکس باکس وان)
- آنو ۱۸۰۰ (ویندوز)
- ۲۰۲۰
- اساسینز کرید والهالا (ویندوز، پلی استیشن ۴، پلی استیشن ۵، ایکس باکس وان، ایکس باکس سریز، ایکس باکس سری اس)
- واچ داگز لیجن (ویندوز، پلی استیشن ۴، پلی استیشن ۵، ایکس باکس وان، ایکس باکس سریز، ایکس باکس سری اس)
- ۲۰۲۱
- فار کرای ۶ (ویندوز، پلی استیشن ۴، پلی استیشن ۵، ایکس باکس سریز، ایکس باکس وان، گوگل استادیا)
- ۲۰۲۳
- اساسینز کرید سراب (ویندوز، پلی استیشن ۴، پلی استیشن ۵، ایکس باکس وان، ایکس باکس سری اکس/اس، ای او اس)
- اواتار: مرزهای پاندورا ( پلی استیشن ۵ ، ایکس باکس سری ایکس و اس ، ویندوز )
- ۲۰۲۴
- شاهزاده ایرانی: تاج گمشده (ویندوز، نینتندو سویچ، پلی‌استیشن ۴، پلی‌استیشن ۵، ایکس‌باکس وان، ایکس‌باکس سریز ایکس و اس)
- جمجمه و استخوان ها ( ویندوز ، پلی استیشن ۵ ، ایکس باکس سری اس و ایکس ، ویندوز )
- ۲٠۲۵
- اساسین کرید سایه ها